# 마리우폴 예술학교 폭격
2022년 3월 20일, 러시아군은 우크라이나 침공 중, 수백명이 대피한 마리우폴의 제12예술학교를 폭격했다.

## 배경
2월 24일, 러시아군은 친러시아 반군과 협력하여 항구 도시 마리우폴을 포위하여 식량, 가스, 전기 등의 공급을 차단, 큰 사상자를 냈다. 마리우폴 부시장인 세르게이 오를로프는 포격으로 도시의 80~90%가 파괴된 것으로 추정했다. 3월 20일 기준 지역 당국은 폭탄 테러가 발생하기 전까지 포위 공격으로 최소 2,300명이 사망한 것으로 추정했다.

## 폭격
2022년 3월 20일 우크라이나 당국은 약 400명이 대피하고 있던 예술학교를 러시아군이 폭격했다고 발표했다. 마리우폴 시의회는 텔레그램을 통해 학교에 대피한 사람들의 대부분이 여성, 어린이 및 노인임을 강조했다. 그러나 마리우폴 시장의 고문인 페트로 안드류쉬첸코는 얼마나 많은 사람들이 학교로 대피했는지 정확한 수치가 없다며 우려를 제기했다.